# Anthopleura
|  | No s'ha de confondre amb Arthropleura. |

Anthopleura és un gènere d'antozous actiniaris de la família Actiniidae.

## Taxonomia
Les espècies d'aquest gènere inclouen:
- Anthopleura africana (Carlgren, 1900)
- Anthopleura ambonensis (Kwietniewski, 1898)
- Anthopleura anjunae Den Hartog & Vennam, 1993
- Anthopleura anneae Carlgren, 1940
- Anthopleura artemisia (Pickering in Dana, 1846)
- Anthopleura atodai Yanagi & Daly, 2004
- Anthopleura aureoradiata (Stuckey, 1909)
- Anthopleura ballii (Cocks, 1851)
- Anthopleura buddemeieri Fautin, 2005
- Anthopleura chinensis England, 1992
- Anthopleura dixoniana (Haddon & Shackleton, 1893)
- Anthopleura dowii Verrill, 1869
- Anthopleura elegantissima (Brandt, 1835)
- Anthopleura foxi Carlgren, 1927
- Anthopleura haddoni (Kwietniewski, 1898)
- Anthopleura handi Dunn, 1978
- Anthopleura hermaphroditica (Carlgren, 1899)
- Anthopleura incerta England, 1992
- Anthopleura inconspicua (Hutton, 1878)
- Anthopleura insignis Carlgren, 1940
- Anthopleura japonica Verrill, 1899
- Anthopleura kohli Carlgren, 1930
- Anthopleura krebsi Duchassaing & Michelotti, 1860
- Anthopleura kurogane Uchida & Muramatsu, 1958
- Anthopleura listeri (Johnson, 1861)
- Anthopleura mariscali Daly & Fautin, 2004
- Anthopleura michaelseni (Pax, 1920)
- Anthopleura midori Uchida & Muramatsu, 1958
- Anthopleura minima (Stuckey & Walton, 1910)
- Anthopleura mortenseni Carlgren, 1941
- Anthopleura mortoni England, 1992
- Anthopleura nigrescens (Verrill, 1928)
- Anthopleura pallida Duchassaing & Michelotti, 1866
- Anthopleura panikkarii Parulekar, 1968
- Anthopleura qingdaoensis Pei, 1994
- Anthopleura rosea (Stuckey & Walton, 1910)
- Anthopleura sanctaehelenae Carlgren, 1941
- Anthopleura sola Pearse & Francis, 2000
- Anthopleura stellula (Hemprich & Ehrenberg in Ehrenberg, 1834)
- Anthopleura texaensis (Carlgren & Hedgpeth, 1952)
- Anthopleura thallia (Gosse, 1854)
- Anthopleura varioarmata Watzl, 1922
- Anthopleura waridi (Carlgren, 1900)
- Anthopleura xanthogrammica (Brandt, 1835)

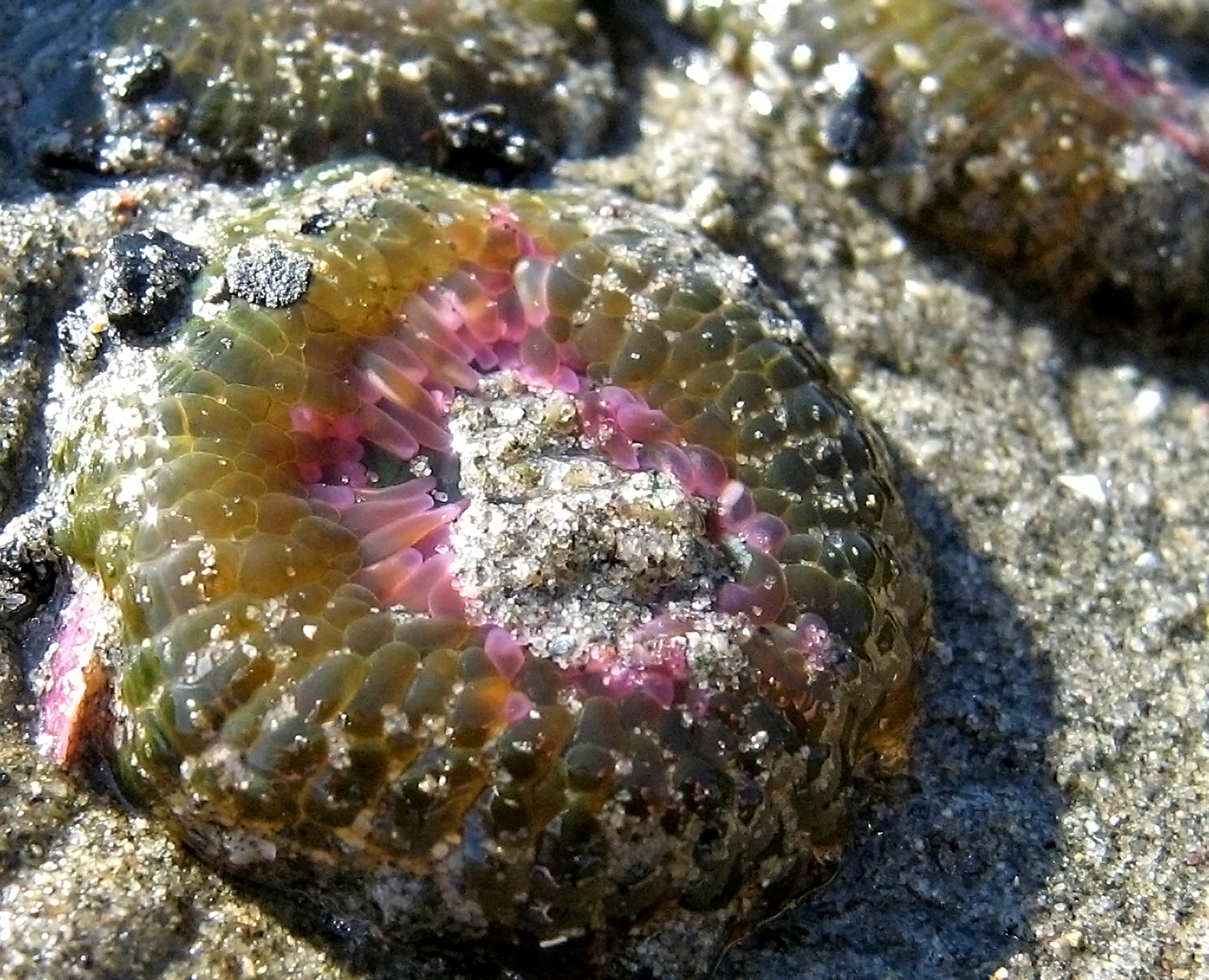
Anthopleura elegantissima, Puget Sound
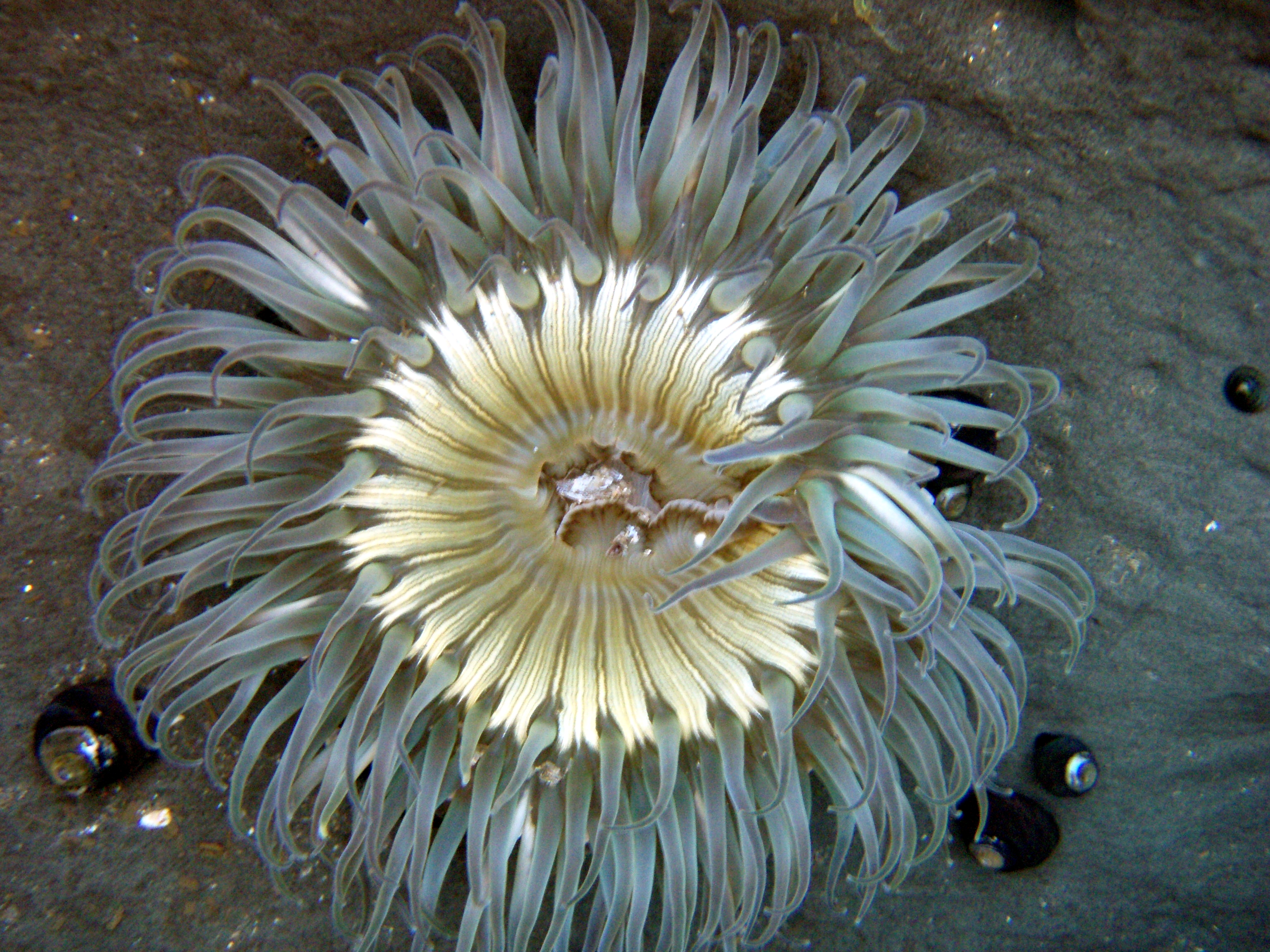
Anthopleura sola, Nord de Califòrnia
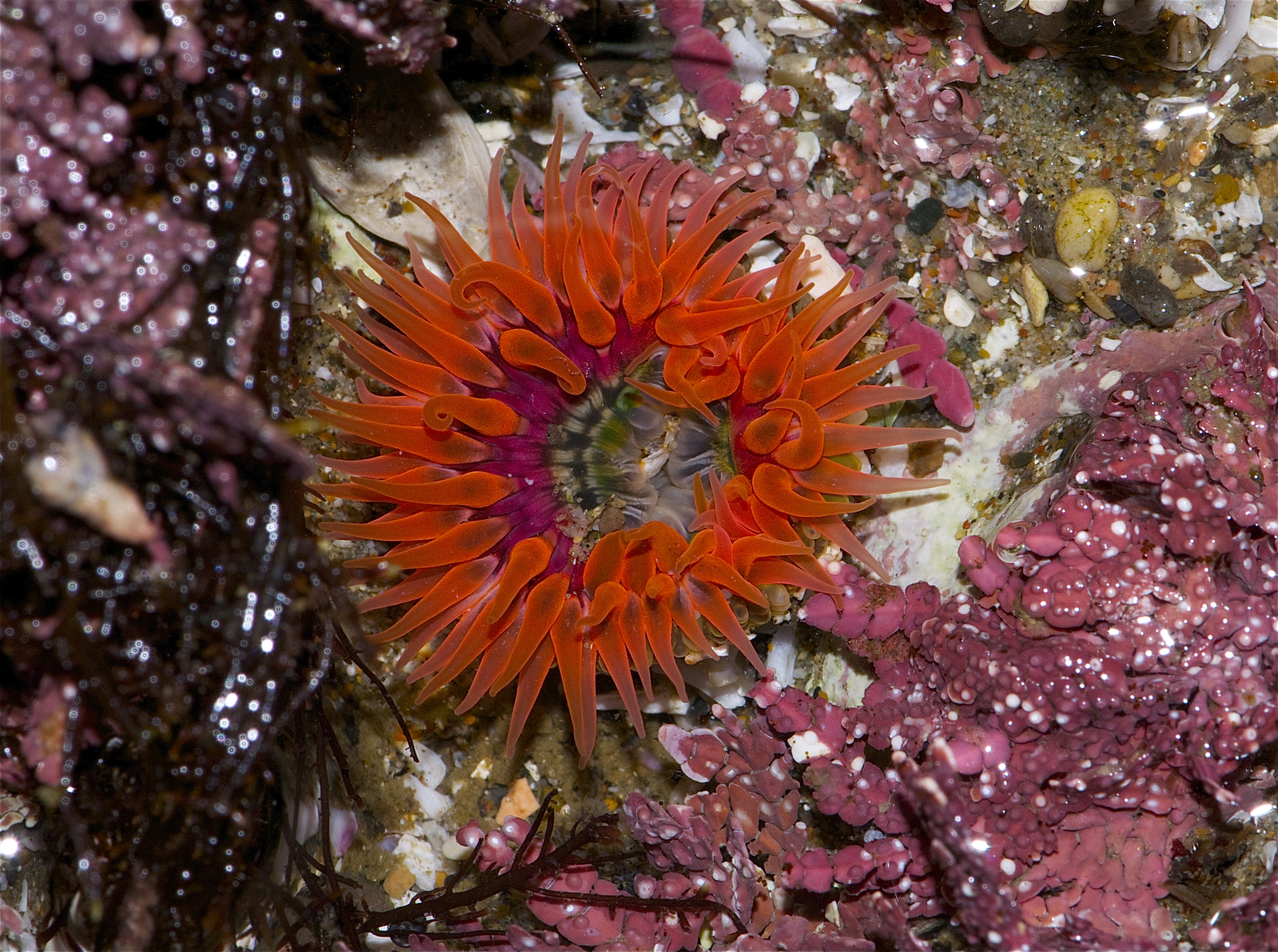
Anthopleura artemisia